# Geheimauftrag Mauritius
Geheimauftrag Mauritius (englischer Originaltitel Mauritius Command) ist der vierte Band der Romanreihe von Patrick O’Brian um Jack Aubrey und Stephen Maturin. In diesem Band gibt O’Brian die Geschichte von Captain Sir Josias Rowley wieder.

## Handlung
Jack Aubrey ist nun mit Sophia Williams verheiratet und hat mit ihr Zwillingstöchter. Zusammen mit seiner Familie, seiner Schwiegermutter und einer Nichte wohnt er in Ashgrove Cottage. Aubrey selbst ist seit Duell vor Sumatra an Land und auf Halbsold. Geplagt von der schwierigen finanziellen Situation vermisst er obendrein die See. Als Stephen Maturin Aubrey besucht, berichtet er ihm obendrein von einer schwierigen Situation auf Mauritius und der Möglichkeit mit HMS Boadicea dort ein Geschwader anzuführen. Begeistert wartet Aubrey auf den offiziellen Befehl, der kurz darauf kommt. Zu seinem Entsetzen  erscheint die Ehefrau von Commander Lord Clonfert bei ihm und bittet um eine Passage auf seinem Schiff. Aubrey und Maturin segeln von Portsmouth nach Plymouth und nehmen den zukünftigen britischen Gouverneur von Mauritius mit an Bord, lassen aber Lady Clonfert dort zurück.
Auf der Ausfahrt erobert Aubrey mit der Boadicea die französische Korvette Hébé und seine Prise, ein britisches Handelsschiff. Danach folgt die Reise zum Kap der Guten Hoffnung, wo Aubrey das Geschwader aus HMS Néréide, HMS Sirius, HMS Raisonnable und HMS Otter als Kommodore übernimmt. Nachdem das Geschwader von einer französischen Fregatte und zwei Ostindienfahrern im Hafen von Saint Paul auf Réunion gehört hat, geht Maturin an Land, um seiner Tätigkeit als Spion nachzugehen.
Auf Rodrigues vereinigt sich das Geschwader mit Lt. Col. Keating und seinen Truppen, die nachfolgend beim Angriff auf Saint Paul helfen. Der Angriff wird ein voller Erfolg, die französische Fregatte Caroline wird als HMS Bourbonnaise unter Captain Sir Robert Corbett in Dienst genommen und zurück ins Vereinigte Königreich geschickt, Lord Clonfert wird Captain und übernimmt die HMS Néréide. Die Befestigungen von Saint-Paul werden geschleift, alles nützliche Material wird abtransportiert. Nach dem Abzug werden die britischen Truppen nach Rodrigues zurückgebracht.
Neue Nachrichten über die Eroberung einer portugiesischen Fregatte veranlassen Aubrey auszulaufen. Er kann vor der Hurrikansaison nichts ausrichten, jedoch werden seine Schiffe beschädigt und das Geschwader muss zum Kap der Guten Hoffnung zurück.
Verstärkt durch die Fregatten HMS Magicienne und HMS Iphigenia sammelt das Geschwader die aus Indien verstärkten Bodentruppen von Rodrigues auf und segelt nach Réunion. Dort gelingt die Invasion auch dank Stephens geheimdienstlicher Vorbereitungen ohne Probleme.
Nach der Eroberung bereitet das Geschwader die Invasion von Mauritius vor. Als erster Schritt wird die Île de la Passe vor Grand Port erobert. Als ein französisches Geschwader vom Handelskrieg zurückkehrt, kommt es zu einer Seeschlacht bei Grand Port, der historischen Seeschlacht von Grand Port nachempfunden. Die Briten werden geschlagen, Captain Clonfert wird schwer verwundet und gefangen genommen.
Derweil kommt Sir Robert Corbett mit der HMS Africaine aus Großbritannien und geht eigenmächtig auf die Jagd nach französischen Fregatten, wird aber von den französischen Fregatten Astrée und Iphigenié niedergekämpft. Kurz darauf erobert die Boadicea die Africaine zurück. Als die französische Fregatte Venus den Ostindienfahrer Bombay erobert, ist wieder die Boadicea zur Stelle. Die Venus und die Bombay können erobert werden, der französische Kommodore Hamelin stirbt. Mit den Fregatten HMS Boadicea, HMS Africaine und HMS Néréide (frühere französische Fregatte Venus) und zwei Ostindienfahrern blockiert Aubrey Mauritius. Den Plan einer Eroberung der Insel mit diesem Geschwader kann er nicht mehr ausführen, da inzwischen auf Rodrigues Verstärkung aus Indien angekommen ist. Mit diesen Verbänden gelingt die Eroberung von Mauritius. Captain Clonfert begeht Selbstmord, da er von Aubrey seine Fregatte nicht zurückerhalten will, auch weil sein Verhältnis zu Aubrey schwierig und belastet ist. Auf der anschließenden Siegesfeier wird Aubrey mit der Siegesnachricht nach Hause geschickt.

## Personen

### Wiederkehrende Personen
- Captain Jack Aubrey genannt Lucky Jack Aubrey
- Doktor Stephen Maturin
- Lieutenant Pullings
- Lieutenant Babbington
- Bootssteurer Barret Bonden
- Steward Killick
- Sophia Aubrey

### Neu eingeführte Personen
- Fanny und Charlotte Aubrey
- Commander, später Captain Lord Clonfert (lose basierend auf Nesbit Willoughby)
- Lieutenant Seymour, Erster Offizier der HMS Boadicea
- Lieutenant Trollope, Zweiter Offizier der HMS Boadicea
- Lieutenant Johnson, Dritter Offizier der HMS Boadicea

### Historische Personen
- Captain Samuel Pym
- Captain Sir Robert Corbett
- Admiral Albemarle Bertie
- Captain Lucius Curtis
- Captain Harry Lambert
- General John Abercrombie
- Lt. Col. Keating
- Jacques-Felix-Emmanuel Hamelin

## Abweichungen des Romans von der Geschichte
Captain Josias Rowley wurde nicht von Portsmouth aus mit der HMS Boadicea entsandt, sondern war bereits mit HMS Raisonnable am Kap der Guten Hoffnung stationiert. Zum Ende des Buches wechselt O’Brian die HEICS Bombay gegen die HMS Ceylon aus, um den Leser nicht völlig zu verwirren, da die HEICS Ceylon bereits im Buch erwähnt wurde. Obwohl Aubrey hier Captain Harry Lambert von der HMS Iphigenia unterstellt wurde, erkennen sich beide in einem der nachfolgenden Bände Kanonen auf hoher See nicht mehr, obwohl Captain Harry Lambert in beiden Bänden in der historischen Realität dieselbe Person ist. Der französische Kommodore Hamelin wird bei der Eroberung seiner Fregatte durch die HMS Boadicea getötet, während er in der historischen Realität als Held nach Frankreich zurückkehren konnte. Sir Robert Corbett wird als sadistischer Captain beschrieben, jedoch hat Tom Wareham in seinem Sachbuch The Star Captains nachgewiesen, dass die Anzahl der Bestrafungen unter Corbett bei weitem nicht so häufig waren, wie zu vermuten gewesen wäre. In der Realität wurde Corbett beim Gefecht der Africaine mit der Astrée und der Iphigénie am Fuß verwundet und unter Deck gebracht, wo er verstarb. Im Buch geht er über Bord, was darauf hindeutet, dass er von der Mannschaft getötet wurde.

## Buchinformationen
Der Roman liegt aktuell als Taschenbuchausgabe im Ullstein Verlag mit 394 Seiten vor, ISBN 3-548-25203-6
und als Hörbuch beim Kuebler Hörbuch auf 11 Audio-CDs oder 2 mp3-CDs, gesamt Spielzeit 13 ½ Stunden ISBN 978-3-86346-044-0.